# Trem da Alegria (álbum de 1988)
Trem da Alegria é um álbum de estúdio do grupo musical infantil Trem da Alegria, lançado pela gravadora RCA Victor em 1988. O trabalho marca um período de transição para a banda, com mudanças significativas em sua formação. A produção apresenta canções de temática lúdica e melódica que exploram tanto o universo infantil quanto temas de transição para o público pré-adolescente.
A promoção foi encabeçada pelo lançamento de diversos singles, incluindo a popular canção "Iô-Iô", que recebeu uma extensa campanha de marketing e "Xa Xe Xi Xo Xuxa" que foi alvo de controvérsias, como acusação de plágio.  
Comercialmente, tornou-se um sucesso. As vendas foram superiores a 500 mil cópias no Brasil, o que o tornou elegível a um disco de platina duplo no país.

## Antecedentes
Em 1988, o Trem da Alegria já era um grupo consolidado no mercado musical brasileiro, tendo vendido mais de três milhões de cópias de seus álbuns anteriores.
Em 1987, o grupo passou por uma mudança importante em sua formação com a saída de Patricia e a entrada de Amanda. Essa nova configuração gerou expectativas quanto à continuação do sucesso do grupo, especialmente em meio à crescente concorrência no cenário musical infantil.

## Produção e gravação
A direção artística ficou a cargo de Miguel Plopschi, enquanto a produção executiva foi realizada por Michael Sullivan. A gravação ocorreu no estúdio Lincoln Olivetti.
A capa do álbum foi criada por Bethy Levacov e Mônica Neves, com o projeto gráfico desenvolvido pelo Tira-Linhas Studio. As fotos foram de Bob Wolfenson. A supervisão gráfica esteve a cargo de Tadeu Valerio.

## Singles
"Iô-Iô" foi a primeira música de trabalho. Obteve sucesso nas rádios brasileiras. Escrita por Sullivan e Massadas, a canção fez uso lúdico da brincadeira do ioiô e foi amplamente promovida através de comerciais de TV, eventos promocionais e distribuição de ioiôs. Para promover o single, a gravadora RCA Victor firmou uma parceria com uma fabricante de ioiôs, organizando concursos televisivos e até criando um ioiô gigante como parte da estratégia de divulgação.
"Pique-Pega, Pique-Esconde" foi lançada como o segundo single do álbum e destacou as vozes de Luciano e Vanessa, que já mostravam sinais de amadurecimento. A canção explorava brincadeiras infantis tradicionais, como o "pega-pega" e "esconde-esconde", mas apresentava um tom mais voltado para a adolescência, abordando de forma sutil os primeiros sinais de interesse romântico. O single foi bem recebido, especialmente em rádios como a 105 FM do Rio de Janeiro.
"Pra Ver se Cola", lançada como o terceiro single, foi um dueto entre Amanda e Juninho Bill. A música, com influências do rock dos anos 60, visava um público mais adolescente, e sua temática e sonoridade diferenciavam-se das faixas anteriores do grupo. A promoção incluiu aparições em shows e programas de TV, onde os integrantes se apresentavam fantasiados.
"Xa Xe Xi Xo Xuxa", o quarto e último single, foi alvo de uma acusação de plágio por parte do compositor Daniel Azulay, que alegou que o título e o refrão da canção foram copiados de uma música composta para o programa Xuxa e Seus Amigos, exibido em 1985. Apesar da controvérsia, a faixa foi amplamente promovida, e seu videoclipe foi gravado em um colégio no Rio de Janeiro.

## Desempenho comercial
O álbum teve uma recepção comercial positiva. Na lista de discos mais vendidos do  Jornal do Brasil estreou na nona posição. Semanas depois, chegou à sexta posição e permaneceu na parada durante várias semanas consecutivas.
Em menos de um mês após seu lançamento, mais de 250 mil cópias foram vendidas, garantindo ao grupo um disco de platina, Até o final de 1989, as vendas superaram a marca de 500 mil cópias, consolidando o álbum como um dos mais bem-sucedidos da carreira do grupo.

## Prêmios e indicações
Além das vendas expressivas, o álbum rendeu ao Trem da Alegria uma indicação ao Prêmio Sharp, na categoria de "Melhor Álbum Infantil". No entanto, o prêmio foi concedido ao Grupo Rumo, com o disco Quero Passear.

## Lista de faixas
- Créditos adaptados do encarte do LP Trem da Alegria, de 1988.[1]

Lado A
| N.º | Título                      | Compositor(es)                            | Participação | Duração |  |
| 1.  | "Iô-Iô"                     | Michael Sullivan Paulo Massadas           | Xuxa         | 3:34    |  |
| 2.  | "Pique-Pega, Pique-Esconde" | Michael Sullivan Paulo Massadas           |              | 3:21    |  |
| 3.  | "Xa Xe Xi Xo Xuxa"          | Lincoln Olivetti Robson Jorge Mauro Motta |              | 4:04    |  |
| 4.  | "O Robô"                    | Michael Sullivan Paulo Massadas           |              | 4:35    |  |
| 5.  | "Quando Eu Crescer"         | Eros Liebert                              |              | 3:07    |  |
| 6.  | "Amigo Jacaré"              | Michael Sullivan Paulo Massadas           |              | 3:28    |  |
| 7.  | "Pare De Fumar"             | Carlos Colla Chico Roque                  |              | 3:13    |  |

Lado B
| N.º | Título                  | Compositor(es)                                        | Participação | Duração |  |
| 1.  | "Pra Ver se Cola"       | Michael Sullivan Paulo Massadas                       |              | 3:04    |  |
| 2.  | "Pumba-Lê-Lê"           | Paulo César Barros Prêntice Ronaldo Monteiro de Souza |              | 3:29    |  |
| 3.  | "Seu Aladim"            | Ed Wilson                                             |              | 3:04    |  |
| 4.  | "A Bola"                | Michael Sullivan Paulo Massadas                       |              | 3:47    |  |
| 5.  | "Ha! Ha! Ha!"           | Mendes Junior                                         |              |         |  |
| 6.  | "De Repente Califórnia" | Lulu Santos Nelson Motta                              |              | 2:38    |  |
| 7.  | "Momento Bombom"        | Luis Campos                                           |              | 3:29    |  |

## Tabelas

### Tabelas semanais
| Tabela musical (1988) | Melhor posição |
| --------------------- | -------------- |
| Brasil (Nopem)        | 6              |

## Certificações e vendas
| Região                                                                                 | Certificação | Vendas certificadas |
| -------------------------------------------------------------------------------------- | ------------ | ------------------- |
| Brasil                                                                                 | 2× Platina   | 500,000             |
| *vendas baseadas apenas na certificação ^distribuições baseadas apenas na certificação |              |                     |

## Referencias
1. 1 2 3 4 5 6  (1988) Créditos do álbum Trem da Alegria por Trem da Alegria [LP]. Brasil: RCA Victor (130.0029).
2. ↑  (1988) Créditos do álbum Trem da Alegria por Trem da Alegria [K7]. Brasil: RCA Victor (713.0029).
3. ↑  (1988) Créditos do álbum Trem da Alegria por Trem da Alegria [CD]. Estados Unidos: RCA Victor (9631-2-RL).
4. ↑  (1988) Compacto Iô-Iô [LP]. Créditos do álbum  
 por Trem da Alegria. Brasil: RCA Victor (990.0137).
5. 1 2  «Som do Suplício: Trem da Alegria volta com super-hérois japoneses». Revista Veja. 29 de Março de 1989. Consultado em 26 de Fevereiro de 2013. Arquivado do original em 30 de julho de 2015
6. ↑  «Trem da Alegria vende 3 milhões de discos em 4 anos; releia texto de 1988». Folha de S. Paulo. 24 de abril de 2013. Consultado em 16 de Maio de 2013. Cópia arquivada em 30 de maio de 2013
7. ↑  Correa, Rosa Maria (12 de março de 1988). «Novo LP do Trem». Jornal do Brasil. Rio de Janeiro. Consultado em 4 de abril de 2020
8. ↑  (1988) Créditos do álbum Iô-Iô por Trem da Alegria [LP]. Brasil: RCA Victor (990.0137).
9. ↑  «Trenzinho no céu». Manchete 1.880 ed. Rio de Janeiro: Bloch Editores. 30 de abril de 1988. p. 72. Consultado em 22 de abril de 2020
10. ↑  «A sedução dos astros-mirins». Manchete 1.892 ed. Rio de Janeiro: Bloch Editores. 23 de julho de 1988. p. 71
11. ↑  «Trem da Alegria». Jornal do Commercio. Amazonas. 17 de abril de 1988. Consultado em 22 de abril de 2020
12. ↑  «Trem da Alegria canta Iô-Iô para a criançada». Correio Braziliense. Brasília. 17 de julho de 1988. Consultado em 22 de abril de 2020
13. ↑  Gaio, Ana (1 de maio de 1988). «Trem da Alegria fica sem Luciano». Sétimo Céu (382). Rio de Janeiro: Bloch Editores. p. 10. Consultado em 5 de maio de 2020
14. ↑  «Trem da Alegria vende 3 milhões de discos em 4 anos; releia texto de 1988». Folha de S. Paulo. 24 de abril de 2013. Consultado em 16 de Maio de 2013. Cópia arquivada em 2 de maio de 2020
15. ↑  «105 FM O que toca no rádio». Correio Braziliense. Brasília. 1 de outubro de 1988. Consultado em 22 de abril de 2020
16. ↑  Dias, Tiago (13 de julho de 2017). «Música infantil nos anos 1980 vendia milhões de discos e tocava em balada». UOL HOST. Consultado em 29 de abril de 2020. Cópia arquivada em 29 de abril de 2020
17. ↑  (1988) Créditos do álbum Xa xe xi xo Xuxa por Trem da Alegria [LP]. Brasil: RCA Victor (990.0142).
18. ↑  Rito, Regina (2 de dezembro de 1988). «Azulay e a música da Xuxa». Jornal do Brasil. Rio de Janeiro. Consultado em 4 de abril de 2020
19. ↑  10 sucessos infantis do passado completamente inapropriados para crianças. Revistas Cifras. Brasil. 1988. Consultado em 29 de maio de 2021. Cópia arquivada em 29 de maio de 2021
20. ↑  «Faixa Quente: Discos/os mais vendidos». Jornal do Brasil. Rio de Janeiro. 28 de maio de 1988. Consultado em 12 de abril de 2020
21. 1 2  «Discos/Os mais vendidos». Jornal do Brasil. Rio de Janeiro. 18 de julho de 1988. Consultado em 28 de março de 2020
22. ↑  Dirceu Soares (3 de Maio de 1988). «A Meninada Fatura: O Trem da Alegria prepara uma turnê pelo país.». Revista Afinal. Consultado em 26 de Fevereiro de 2013. Arquivado do original em 30 de julho de 2015
23. ↑  «Som do Suplício: Trem da Alegria volta com super-hérois japoneses». Revista Veja. 29 de Março de 1989. Consultado em 26 de Fevereiro de 2013. Arquivado do original em 30 de julho de 2015
24. ↑  Millarch, Aramis (25 de abril de 1989). «Mais de 200 candidatos na espera dos troféus». O Estado do Paraná. Paraná. Consultado em 27 de março de 2020. Cópia arquivada em 16 de março de 2016